# Bonfrancesco Arlotti
Bonfrancesco Arlotti (c. 1422 — falecido a 7 de janeiro de 1508) foi um prelado católico romano que serviu como bispo de Reggio Emilia (1477–1508).

## Biografia
No dia 9 de Junho de 1477, Arlotti foi nomeado bispo de Reggio Emilia durante o papado de Sisto IV, onde serviu como bispo até à sua morte em 7 de Janeiro de 1508.